# Olympische Sommerspiele 2016/Teilnehmer (Salomonen)
| Gelbes Symbol für Goldmedaillen mit stilisierten Olympischen Ringen | Graues Symbol für Silbermedaillen mit stilisierten Olympischen Ringen | Braundes Symbol für Bronzemedaillen mit stilisierten Olympischen Ringen |
| ------------------------------------------------------------------- | --------------------------------------------------------------------- | ----------------------------------------------------------------------- |
| —                                                                   | —                                                                     | —                                                                       |

Die Salomonen nahmen in Rio de Janeiro an den Olympischen Spielen 2016 teil. Es war die insgesamt neunte Teilnahme an den Olympischen Sommerspielen. Das National Olympic Committee of Solomon Islands nominierte drei Athleten in zwei Sportarten.

## Teilnehmer nach Sportarten

### Leichtathletik
Laufen und Gehen 
| Athleten       | Wettbewerb | Runde 1      | Runde 1 | Halbfinale | Halbfinale | Finale        | Finale        | Rang |
| Athleten       | Wettbewerb | Zeit         | Rang    | Zeit       | Rang       | Zeit          | Rang          | Rang |
| -------------- | ---------- | ------------ | ------- | ---------- | ---------- | ------------- | ------------- | ---- |
| Frauen         |            |              |         |            |            |               |               |      |
| Sharon Firisua | 5000 m     | 18:01,62 min | 31      | –          | –          | ausgeschieden | ausgeschieden | 31   |
| Männer         |            |              |         |            |            |               |               |      |
| Rosefelo Siosi | 5000 m     | 14:47,76 min | 48      | –          | –          | ausgeschieden | ausgeschieden | 48   |

### Gewichtheben
| Athleten        | Wettbewerb       | Reißen  | Reißen | Stoßen  | Stoßen | Zweikampf | Zweikampf | Rang |
| Athleten        | Wettbewerb       | Gewicht | Rang   | Gewicht | Rang   | Gewicht   | Rang      | Rang |
| --------------- | ---------------- | ------- | ------ | ------- | ------ | --------- | --------- | ---- |
| Frauen          |                  |         |        |         |        |           |           |      |
| Jenly Tegu Wini | Klasse bis 58 kg | 84 kg   | 14     | 104 kg  | 13     | 188 kg    | 15        | 15   |